# Legousia falcata
Legousia falcata là loài thực vật có hoa trong họ Hoa chuông. Loài này được (Ten.) Fritsch ex Janch. mô tả khoa học đầu tiên năm 1907.